# Colroy-la-Grande
Colroy-la-Grande är en kommun i departementet Vosges i regionen Grand Est (tidigare regionen Lorraine) i nordöstra Frankrike. Kommunen ligger i kantonen Provenchères-sur-Fave som tillhör arrondissementet Saint-Dié-des-Vosges. År 2018 hade Colroy-la-Grande 513 invånare.

## Befolkningsutveckling
Antalet invånare i kommunen Colroy-la-Grande
| Referens: INSEE |